# Keeley Hawes
Keeley Hawes, vlastním jménem Clare Julia Hawes (* 10. února 1976, Londýn, Spojené království), je britská televizní a filmová herečka.

## Život

### Rodina
Keeley Hawes pochází z Londýna. Její otec, stejně tak jako její bratři, je taxikář. Má tři sourozence, z nichž je nejmladší.
Dne 8. října 2004 si vdala za herce Matthewa MacFadyena, se kterým se seznámila při natáčení seriálu MI5 v roce 2002 a se kterým má dceru Maggie a syna Ralpha. Spolu s ním vychovává ještě syna Mylese, kterého má Keeley z předchozího manželství s karikaturistou Spencerem McCallumem.

### Kariéra
V 16 letech jí objevila modelingová agentura. Poté pracovala asi 18 měsíců jako modelka. Poté jí byly nabídnuty herecké role.

## Filmografie, výběr

### Televizní seriál
- 1996 Karaoke
- 1998 Our Mutual Friend
- 1999 Manželky a dcery
- 2002 Na špičce jazyka
- 2002-2004 MI5
- 2004 Případy detektiva Murdocha
- 2005 Pod zeleným stromem
- 2006 Life on Mars
- 2008 Ashes to Ashes (dvě nominace na TV Quick Award)
- 2016 The Missing
- 2016 Durellovi
- 2020 Rudí zrádci

### Film
- 1997 Žebrácká nevěsta
- 1998 Mstitelé
- 2007 Horší než smrt
- 2008 Temné vzpomínky
- 2008 Čistá práce
- 2020 Problémissky
- 2020 Rebeka